# Plaines des Roches
Koordinaten: 20° 7′ S, 57° 42′ O
Plaines des Roches ist eine Ortschaft („Village“) auf Mauritius.
Der Nordteil von Plaines des Roches gehört zum Distrikt Rivière du Rempart, der Südteil liegt im Distrikt Flacq. Bei der Volkszählung 2011 hatte der Ort 4.020 Einwohner (davon 265 im Distrikt Flacq und 3.755 im Distrikt Rivière du Rempart). Beide Teile gehören administrativ zur Village Council Area Plaines des Roches.
Der Ort hat seinen Namen von den Basaltfelsen, die die Gegend prägen (Roche ist das französische WOrt für Fels). Die Felsen stammen aus vulkanischen Aktivitäten vor etwa 25.000 Jahren.
Nach dem Zweiten Weltkrieg bestanden Planungen der Regierung, in Plaines des Roches einen Flugplatz anzulegen. Diese Planungen wurden jedoch nicht weiterverfolgt. Der Ort lebt von der Landwirtschaft, überwiegend dem Anbau von Tabak und Zuckerrohr. 2004 wurden in der Gemeinde 10.401 Tonnen Zuckerrohr geerntet.
In Plaines des Roches befindet sich die Pardooman Shibchurn Government School.